# جانغيونغ ملكة جوسون
الملكة جانغيونغ (بالهانغل: 장경왕후، وبالهانجا: 章敬王后. ولدت في 10 أغسطس 1491 وماتت في 16 مارس 1515) هي الزوجة الثانية للملك جنغجونغ ملك سلالة جوسون ووالدة الملك إنجونغ. اسمها بعد الوفاة هو الملكة سُكشِن ميونغهي سونسو ويسُك جانغيونغ (숙신명혜선소의숙장경왕후 - 淑愼明惠宣昭懿淑章敬王后).
هي ابنة يُن يو بِل (윤여필 - 尹汝弼) وزوجته السيدة باك، وهي من عشيرة ين بابيونغ (파평 윤씨 - 坡平尹氏). بعد وفاتها حاول باك سانغ (박상) وكم جونغ (김정) أن يعيدوا الملكة دانغيونغ لمنصبها ولكن أعضاء المكاتب الثلاثة (يعرفون باسم دايغان أو 대간) قادوا حملة ضد هذا الأمر.
يقع قبرها في مقاطعة غيونغي في مدينة غويانغ في حي دوكيانغ في وونشن دونغ في مقبرة هيرنغ (희릉 / 禧陵).

## العائلة
- الجد: ين بو (윤보 - 尹甫).
- الجدة: ابنة الأمير يونتشون ابن الأمير الكبير هيوريونغ الخامس وحفيد الملك تايجونغ.
  - الأب: ين يو بل (윤여필 - 尹汝弼).
- الجد من جهة الأم: باك جُنغ سون (박중선 - 朴仲善).
- الجدة من جهة الأم: ابنة هو جنغ غين (허중균 - 許中稛) من عشيرة هو يانغتشون (양천 허씨 - 陽川 許氏).
  - خال: باك وون جونغ (박원종 - 朴元宗).
    - ابنة خال: باك غيونغبن (경빈 박씨 - 敬嬪 朴氏) وهي إحدى محظيات زوجها الملك جنغجونغ.

  - الأم: السيدة باك.
    - شقيق: ين إم (윤임 - 尹任).

### الأسرة
- والد الزوج: الملك سونغجونغ (성종대왕 - 成宗大王).
- والدة الزوج: الملكة تشونغهيون (정현왕후 - 貞顯王后).
  - الزوج: الملك جنغجونغ (중종대왕 - 中宗大王).
    - ابنة: الأميرة هيوهي (효혜공주 - 孝惠公主)، وتزوجت من كم هي (김희 - 金禧) ابن كم آن رو (김안로 - 金安老).
    - ابن: الملك إنجونغ (인종대왕 - 仁宗大王)، وتزوج من الملكة إنسونغ (인성왕후 - 仁順王后).

## التصوير الحديث
- مسلسل جو غوانغ جو من قناة KBS2 في سنة 1994، وقامت بدورها: باك جو مي.
- مسلسل نساء العالم من قناة SBS في سنة 2001، وقامت بدورها: أو آه رانغ.
- ملكة السبعة أيام (مسلسل) 2017 من قناة KBS2